# رنگ نقاشی

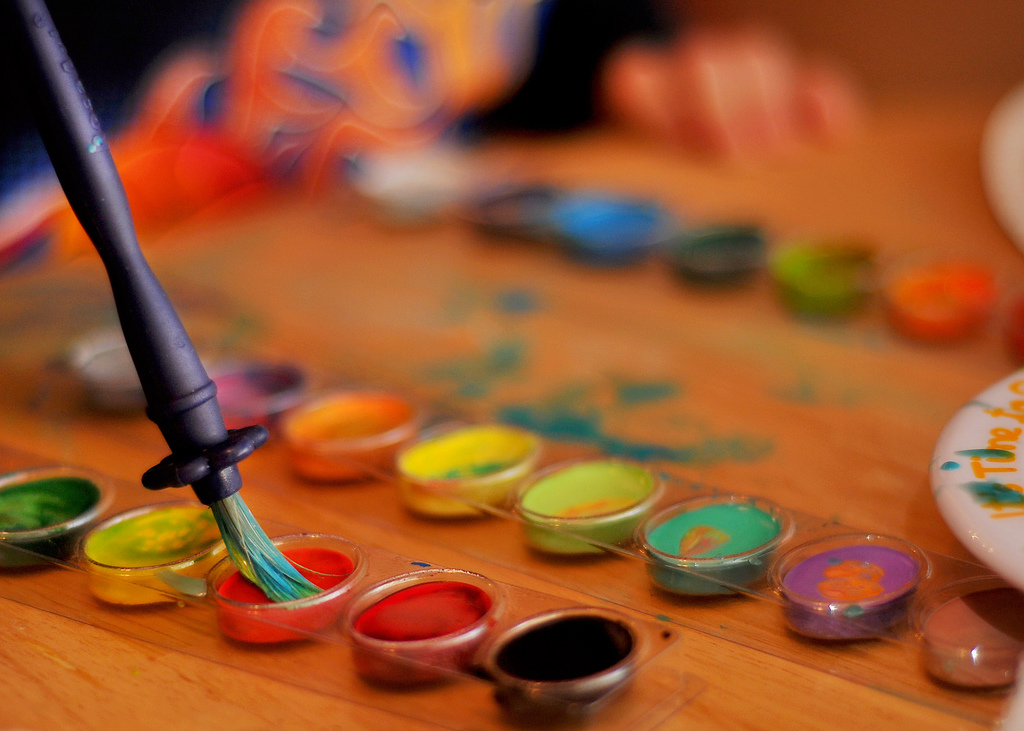
نوعی رنگ نقاشی (آب رنگ)

رنگ هر جسم مایع، قابل تبدیل به مایع یا ترکیبات بتونه‌ای است که پس از مالیده شدن بر روی سطوح به صورت غشا یا فیلمی سفت و جامد تبدیل شده، طیف خاصی به آن سطح می‌دهد.
به‌طور کلی از رنگ علاوه بر ایجاد زیبایی محیط / جهت حفاظت اشیاء در مقابل عوامل طبیعی و سببی از قبیل ضربه / خراش / ساییدگی / مواد شیمیایی / حلال‌ها / آب و هوای جوی و غیره استفاده می‌گردد و به ندرت دیده شده‌است که سطح یک جسم مورد دید را فقط با رنگ حفاظتی بپوشانند و از رنگ رویه تزئینی استفاده ننمایند.
صنعت رنگ‌سازی قدمت طولانی دارد اوایل رنگ را به طریق ابتدائی از روغن‌های گیاهی با استفاده از آسیاب‌های سنگی و دستی جهت نرم کردن رنگدانه‌ها تولید می‌کردند. اما امروزه با پیشرفت صنعت و تکنولوژی صنعت رنگ‌سازی پیشرفت شایانی نموده به‌طوری‌که توانسته در میدان علم و صنعت جای پر نفوذ برای خود باز نماید و به جرئت می‌توان گفت یکی از ارکان مهم هر یک از تولیدات صنایع گوناگونی که به مصارف عمومی و خصوصی می‌رسند باشند.

## هنر
از زمان رنسانس، خشک کن (خشک کردن) رنگ روغن، در درجه اول روغن بذر کتان، بیشتر مورد استفاده در نوع رنگ در برنامه‌های کاربردی هنرهای زیبا قرار می‌گرفت. امروز رنگ روغن هنوز رایج ست.
با این حال، در قرن ۲۰، رنگ با پایه اب، از جمله آبرنگ و رنگ اکریلیک، بسیار محبوب با توسعه اکریلیک و دیگر رنگ لاتکس شد..
رنگ شیر (کازئین نیز نامیده می‌شود)، که در آن متوسط از امولسیون طبیعی است که شیر مشتق شده‌است، در قرن ۱۹ محبوب بود و امروز هنوز در دسترس است
حرارتی تخم مرغ (که در آن به‌طور متوسط امولسیون زرده تخم مرغ خام با روغن مخلوط است) است که هنوز هم به عنوان رنگ انکاستیک مبتنی بر موم در حال استفاده است، گواش انواع آبرنگ مات است که همچنین در قرون وسطی و رنسانس برای چراغانی نسخه خطی مورد استفاده قرار گرفت.
رنگدانه اغلب از سنگ‌های نیمه قیمتی مانند لاجورد و چسب‌های ساخته شده از صمغ عربی یا سفیده تخم مرغ ساخته شده‌است. گواش، همچنین به عنوان رنگ طراح «یا» رنگ بدن شناخته شده‌است امروز و به صورت تجاری در دسترس است.
رنگ پوستر در درجه اول در خلق آثار دانش آموز یا توسط کودکان استفاده شده‌است،

## رنگ آمیزی Color-changing
فناوری‌های مختلف وجود دارد برای ساخت رنگ نقاشی که رنگ را تغیر می‌دهدرنگ‌ها ی سرموچرومیک و پوشش حاوی موادی است که ساختار را تغیر می‌دهد هنگامی که حرارت اعمال یا حذف شده، و سپس آن‌ها تغییر رنگ می‌دهندکریستال‌های مایع در چنین رنگ‌آمیزی استفاده می‌شوند، از جمله در نوار دماسنج و نوارهای مورد استفاده در آکواریوم و اخبار / فنجان حرارتی تبلیغاتی و نی. در ساخت عینک این مواد استفاده می‌شود .رنگ‌آمیزی Color-changing همچنین می‌تواند با اضافه کردن ترکیبات هالو کروم یا سایر رنگدانه‌های آلی ساخته شود. یک ثبت اختراع استفاده از این شاخص‌ها برای برنامه‌های کاربردی پوشش دیوار برای رنگ نورهای رنگی اشاره می‌کند.. هنگامی که رنگامیزی مرطوب است صورتی رنگ است، اما هنگام خشک شدن به رنگ اصلی خود سفید بر می‌گردد. همان‌طور که در ثبت اختراع اشاره کرد این خاصیت از رنگ اجازه می‌دهد دو یا سه کت بر روی دیوار به درستی و به‌طور مساوی اعمال شود. کتهای قبلی که خشک می‌شود سفید می‌باشد درحالی که کت‌های مرطوب و تازه به صورت مجزا صورتی می‌باشد شرکت اشلند شرکت پوشش‌های مقاوم به درمان ریخته‌گری با اصل مشابه در سال ۲۰۰۵ برای استفاده در ریخته‌گری معرفی شده‌است.. رنگامیزی الکتروکرومیک رنگ را در پاسخ یه یک جریان الکتریکی کاربردی تغیر می‌دهد تولیدکننده خودرو نیسان بنا به گزارش‌ها بر روی یک رنگ الکتروکرومیک که بر اساس ذرات اکسید آهن پارامغناطیس کار می‌کند هنگامی که به یک میدان الکترومغناطیسی ذرات پارامغناطیس قرار می‌دهیم فاصله و اصلاح رنگ و خواص بازتابی را تغیر می‌دهد میدان الکترومغناطیسی ا استفاده از این فلز رسانا می‌تواند در بدنه خودرو قرار بگیرد رنگ آمیزی الکتروکرومیک می‌تواند در لایه‌های پلاستیکی همچنین دراستفاده از یک پوشش شیمی مختلف استفاده شود تکنولوژی شامل استفاده از رنگ ویژه‌ای است که تغییر ساختار هنگامی که یک جریان الکتریکی در سراسر فیلم به خودی خود اعمال می‌شود اخیراً، این فناوری جدید برای دستیابی به حمایت از تابش خیره‌کننده در لمس یک دکمه در پنجره هواپیمای مسافربری استفاده شده‌است